# یورگ روپکه
یورگ روپکه (انگلیسی: Jörg Rüpke؛ زادهٔ ۲۷ دسامبر ۱۹۶۲) زبان‌شناس، نویسنده، و استاد دانشگاه متخصص در دین‌شناسی تطبیقی و مطالعات کلاسیک اهل آلمان است.